# Thoiria
Thoiria és un municipi francès situat al departament del Jura i a la regió de Borgonya - Franc Comtat. L'any 2007 tenia 159 habitants.

## Demografia

### Població
El 2007 la població de fet de Thoiria era de 159 persones. Hi havia 68 famílies de les quals 24 eren unipersonals (12 homes vivint sols i 12 dones vivint soles), 20 parelles sense fills, 16 parelles amb fills i 8 famílies monoparentals amb fills.
La població ha evolucionat segons el següent gràfic:
Habitants censats

### Habitatges
El 2007 hi havia 98 habitatges, 72 eren l'habitatge principal de la família, 20 eren segones residències i 6 estaven desocupats. 90 eren cases i 8 eren apartaments. Dels 72 habitatges principals, 63 estaven ocupats pels seus propietaris, 6 estaven llogats i ocupats pels llogaters i 3 estaven cedits a títol gratuït; 2 tenien dues cambres, 8 en tenien tres, 22 en tenien quatre i 40 en tenien cinc o més. 62 habitatges disposaven pel capbaix d'una plaça de pàrquing. A 29 habitatges hi havia un automòbil i a 38 n'hi havia dos o més.

### Piràmide de població
La piràmide de població per edats i sexe el 2009 era:
| Homes | Edats   | Dones |
| ----- | ------- | ----- |
| 0     | 95 o +  | 0     |
| 0     | 90 a 94 | 0     |
| 0     | 85 a 89 | 4     |
| 4     | 80 a 84 | 0     |
| 0     | 75 a 79 | 8     |
| 4     | 70 a 74 | 4     |
| 8     | 65 a 69 | 4     |
| 4     | 60 a 64 | 0     |
| 4     | 55 a 59 | 4     |
| 0     | 50 a 54 | 8     |
| 0     | 45 a 49 | 0     |
| 8     | 40 a 44 | 12    |
| 8     | 35 a 39 | 0     |
| 4     | 30 a 34 | 8     |
| 8     | 25 a 29 | 4     |
| 4     | 20 a 24 | 0     |
| 12    | 15 a 19 | 0     |
| 0     | 10 a 14 | 8     |
| 4     | 5 a 9   | 0     |
| 8     | 0 a 4   | 4     |

## Economia
El 2007 la població en edat de treballar era de 102 persones, 80 eren actives i 22 eren inactives. De les 80 persones actives 76 estaven ocupades (35 homes i 41 dones) i 4 estaven aturades (1 home i 3 dones). De les 22 persones inactives 9 estaven jubilades, 9 estaven estudiant i 4 estaven classificades com a «altres inactius».

### Ingressos
El 2009 a Thoiria hi havia 76 unitats fiscals que integraven 177,5 persones, la mediana anual d'ingressos fiscals per persona era de 16.755 €.

### Activitats econòmiques
Dels 8 establiments que hi havia el 2007, 3 eren d'empreses de fabricació d'altres productes industrials, 3 d'empreses de construcció, 1 d'una empresa de comerç i reparació d'automòbils i 1 d'una empresa d'hostatgeria i restauració.
Dels 3 establiments de servei als particulars que hi havia el 2009, 2 eren fusteries i 1 electricista.
L'any 2000 a Thoiria hi havia 5 explotacions agrícoles.

## Poblacions més properes
El següent diagrama mostra les poblacions més properes.